# Perinereis rhombodonta
Perinereis rhombodonta är en ringmaskart som beskrevs av Wu, Sun och Yang 1981. Perinereis rhombodonta ingår i släktet Perinereis och familjen Nereididae. Inga underarter finns listade i Catalogue of Life.